# 桔梗紋

桔梗紋 「桔梗」

桔梗紋（ききょうもん）は、キキョウ科の多年草であるキキョウの花・葉・茎を図案化した、日本の家紋の一種である。

## 概要
植物としての桔梗は秋の七草のひとつにして、平安時代の『万葉集』では朝貌（あさがお）の名でよまれている。また、「岡に咲く神草」という意味で「岡止々支」（オカトトキ）ともいい、土岐氏が本拠とした土岐の地名はこのトトキの咲くところから生まれたという説もある。
桔梗紋は、土岐悪五郎の「…水色の笠符吹流させ…」という『太平記』の記述が文献上に初めて現れる。この「水色の笠符吹流させ」というのが桔梗を表す。
明智光秀が、主君であった織田信長を討ち、光秀が羽柴秀吉によって滅ぼされた後は一時「裏切り者の家紋」と認識されるようになり、水野勝成は憚って「懸魚紋（げぎょもん）」に変更している。

## 使用
使用家は、特に土岐氏とその関係の一族や清和源氏流の氏族、加藤氏、脇坂氏などが用いた。
桔梗は土岐氏、明智氏、肥田氏、山城氏、沼田氏、加藤氏、それに丸を加えた「丸に桔梗」は、妻木氏、岡氏 、沖村氏、細身の花弁の「太田桔梗」・「丸に細桔梗」は太田道灌ら太田氏が用いた。「土岐桔梗」は江戸時代に「桔梗」から派生したもので、おもに土岐氏、明智氏、肥田氏、瓜生氏が用いた。船木氏や土田氏など土岐氏に関係する一族が「清明桔梗」を桔梗紋の代用として用いている。下級武士での使用例には、「組合い角に桔梗」の坂本龍馬が知られる。龍馬ら坂本家は、明智光秀の娘婿であった明智光春の子、明智太郎五郎を先祖としていることから用いている。

### 土岐氏

土岐桔梗
（『寛政重修諸家譜』）

清和源氏系で、土岐氏初代となった土岐光衝は治承・寿永の乱の時代の人物で、鎌倉幕府の成立にともない源頼朝の御家人になった。ある戦の時に野に咲いていた水色の桔梗の花を兜の前立にさして戦ったところ大勝利を得たことから縁起のいい花として桔梗の図案を家紋として採用し、清和源氏を象徴するものとなった。また桔梗の「更に吉（さらによし）」という語呂に縁起をかついだという説もある。
鎌倉時代には土岐氏は庶流を美濃国内に多く土着させて、家紋にちなんだ「桔梗一揆」と呼ばれる強力な武士団を形成していた。そのため同じ桔梗紋では識別ができないので戦場では家紋と違う意匠の紋をつけることもあった。
頼光流では太田氏、遠山氏、池田氏、明智氏、肥田氏、妻木氏、高田氏、脇坂氏、福島氏、三沢氏、菅沼氏ら諸氏、義家流では松平氏、花井氏、榊原氏、小紫氏などがある。
戦国時代、黒一色の家紋の中にあって水色の家紋はかなり目立った。また、平氏である織田信長は土岐氏支流の明智光秀の桔梗の家紋を羨ましがったといわれる。
土岐氏の「水色桔梗」の旗紋は「白地に水色で染付けした桔梗紋」と「水色の地に染め抜きの桔梗紋」がある。

### 加藤清正
豊臣秀吉に仕えて後世に名を残す加藤清正は「蛇の目紋」と「桔梗紋」を併用している。これは本来は「蛇の目」を家紋としていた清正が秀吉から肥後半国を与えられた際、それまでの数千石の知行から二十余万石への出世だったため、武具・調度品の支度に困窮した。そんな清正に秀吉は、先だって秀吉の怒りを買って失脚・逃亡した讃岐一国の領主・尾藤知宣の武具・調度品一切を与えて、使用するように配慮した。この尾藤知宣が使用していたのが「桔梗紋」であったため、加藤家家中には「蛇の目紋」と「桔梗紋」の混在が見られるようになり、清正自身も両紋を併用するようになった、と伝えられている。一方で、加藤清正が美濃国の出身であることからともいわれている。

## 図案
清和源氏土岐氏がおもに用いた家紋であり、明智光秀が用いたとされる「陰桔梗」のように、その庶流の一族が桔梗紋を用いていることが多く、また、庶流や土岐氏に関係する一族では以下のように桔梗を含む家紋を用いていることが多い。
「組合い角に桔梗」は、正方形の角と辺を交差させた「組合い角」の内に桔梗を描く。太田道灌ら、太田氏が用いた「太田桔梗」は、丸の内にやや細身の桔梗を描く。土岐氏が用いたという「水色桔梗」は色彩紋で、現代でいう「水色」ではなく「浅紫色」を施す。「晴明桔梗」は、「安倍晴明判」と同図案であるが「安倍晴明判」より太く描かれる。
| - 桔梗（ききょう） 付属させたもの - 剣桔梗（けんききょう） - 蔓桔梗（つるききょう） 外郭を加えたもの - 丸に桔梗（まるにききょう） - 丸に細桔梗（まるにほそききょう） - 丸に剣桔梗（まるにけんききょう） - 丸に八重桔梗（まるにやえききょう） - 糸輪に桔梗（いとわにききょう） - 糸輪に覗き桔梗（いとわにのぞきききょう） 八重に描いたもの - 八重桔梗（やえききょう） - 八重裏桔梗（やえうらききょう） - 陰八重桔梗（かげやえききょう） - 中陰八重桔梗（ちゅうかげやえききょう） - 中陰八重裏桔梗（ちゅうかげやえうらききょう） | 変形を加えたもの - 細桔梗（ほそききょう） - 反り桔梗（そりききょう） - 捻じ桔梗（ねじききょう） - 剣形桔梗（けんがたききょう） - 太田桔梗（おおたききょう） - 土岐桔梗（ときぎきょう） - 沼田桔梗（ぬまたききょう） - 剣香い桔梗（けんにおいききょう） - 晴明桔梗（せいめいききょう） - 鉄砲桔梗（てっぽうききょう） - 光琳桔梗（こうりんききょう） - 光琳爪形桔梗（こうりんつめがたききょう） - 桔梗桐（ききょうぎり） - 結び桔梗（むすびききょう） | 輪郭を描いたもの - 陰桔梗（かげききょう） - 中陰桔梗（ちゅうかげききょう） 裏側を描いたもの - 裏桔梗（うらききょう） - 中陰裏桔梗（ちゅうかげうらききょう） - 地抜き裏桔梗（じぬきうらききょう） 写実的に描いたもの - 横見桔梗（よこみききょう） - 花桔梗（はなききょう） - 花桔梗枝丸（はなききょうえだまる） 複数、分割して描いたもの - 三つ寄せ桔梗（みつよせききょう） - 三つ盛り桔梗（みつもりききょう） - 頭合わせ三つ桔梗（かしらあわせみつききょう） - 三つ割り反り桔梗（みつわりそりききょう） - 中陰三つ割り桔梗（ちゅうかげみつわりききょう） - 三つ割り八重桔梗（みつわりやえききょう） |

桔梗 「剣香い桔梗」ともいう。
太田桔梗
晴明桔梗

| ほかの家紋との組み合わせ - 井桁に桔梗（いげたにききょう） - 五つ鐶に桔梗（いつつかんにききょう） - 陰地紙に桔梗（かげじがみにききょう） - 亀甲に桔梗（きっこうにききょう） - 組合い角に桔梗（くみあいかくにききょう） - 五瓜に桔梗（ごかにききょう） | - 石持ちに地抜き桔梗（こくもちにじぬきききょう） - 上がり藤に桔梗（あがりふじにききょう） - 隅切り角に桔梗（すみきりかくにききょう） - 藤輪に桔梗（ふじわにききょう） - 二つ熨斗輪に桔梗（ふたつのしわにききょう） - 三つ蝶に桔梗（みつちょうにききょう） |

組み合い角
石持ち（黒餅）
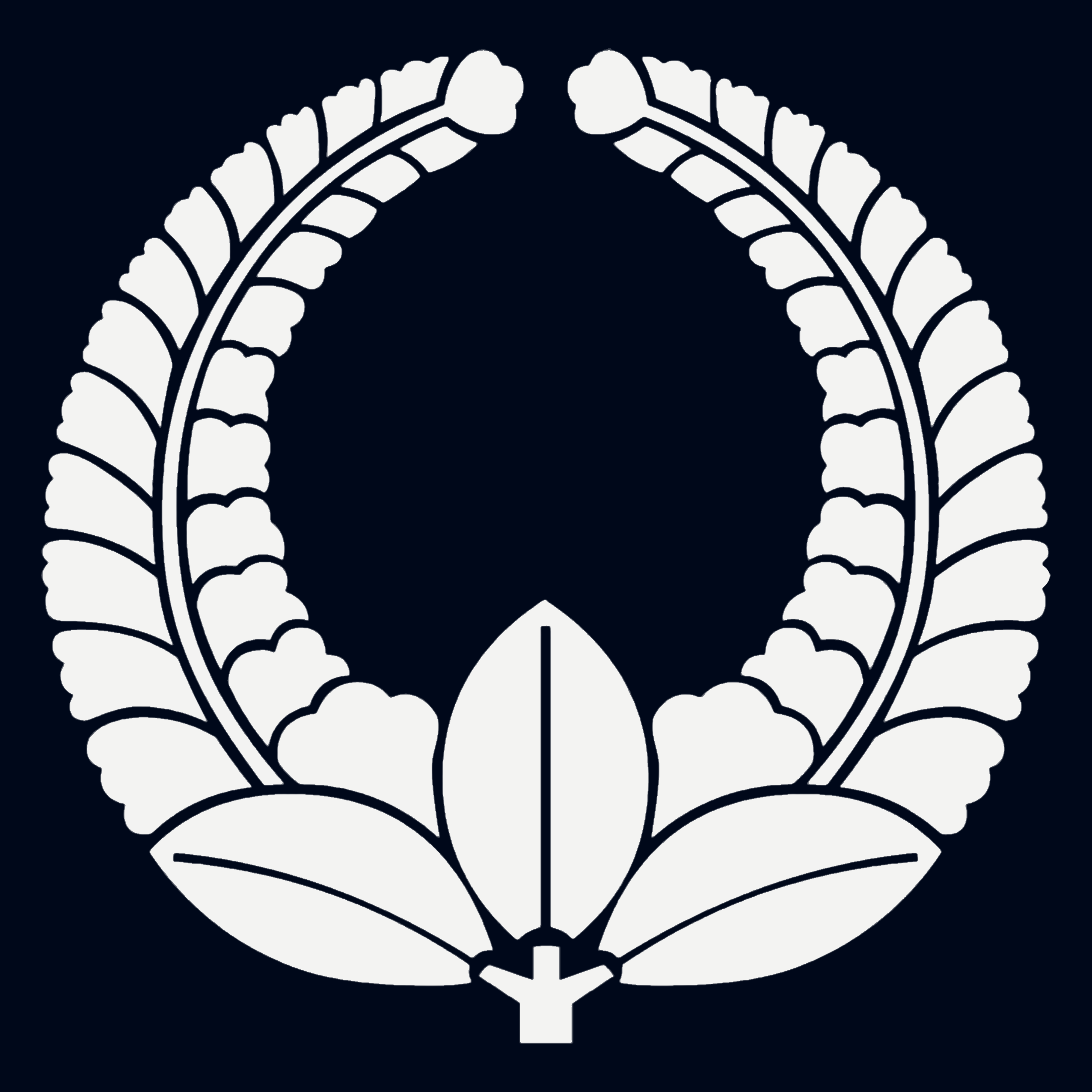
上がり藤